# St. Peter (Tanas)

Die Kirche St. Peter in Tanas (Gemeinde Laas, Südtirol) ist die dritte Kirche, die ungefähr an dieser Stelle errichtet wurde. Sie liegt auf einem Felskegel in der Schlucht des Tanaser Bachs oberhalb von Eyrs in etwa 1400 Metern Höhe am Sonnenberg. Am 12. Mai 1981 wurde das Gebäude unter Denkmalschutz gestellt.

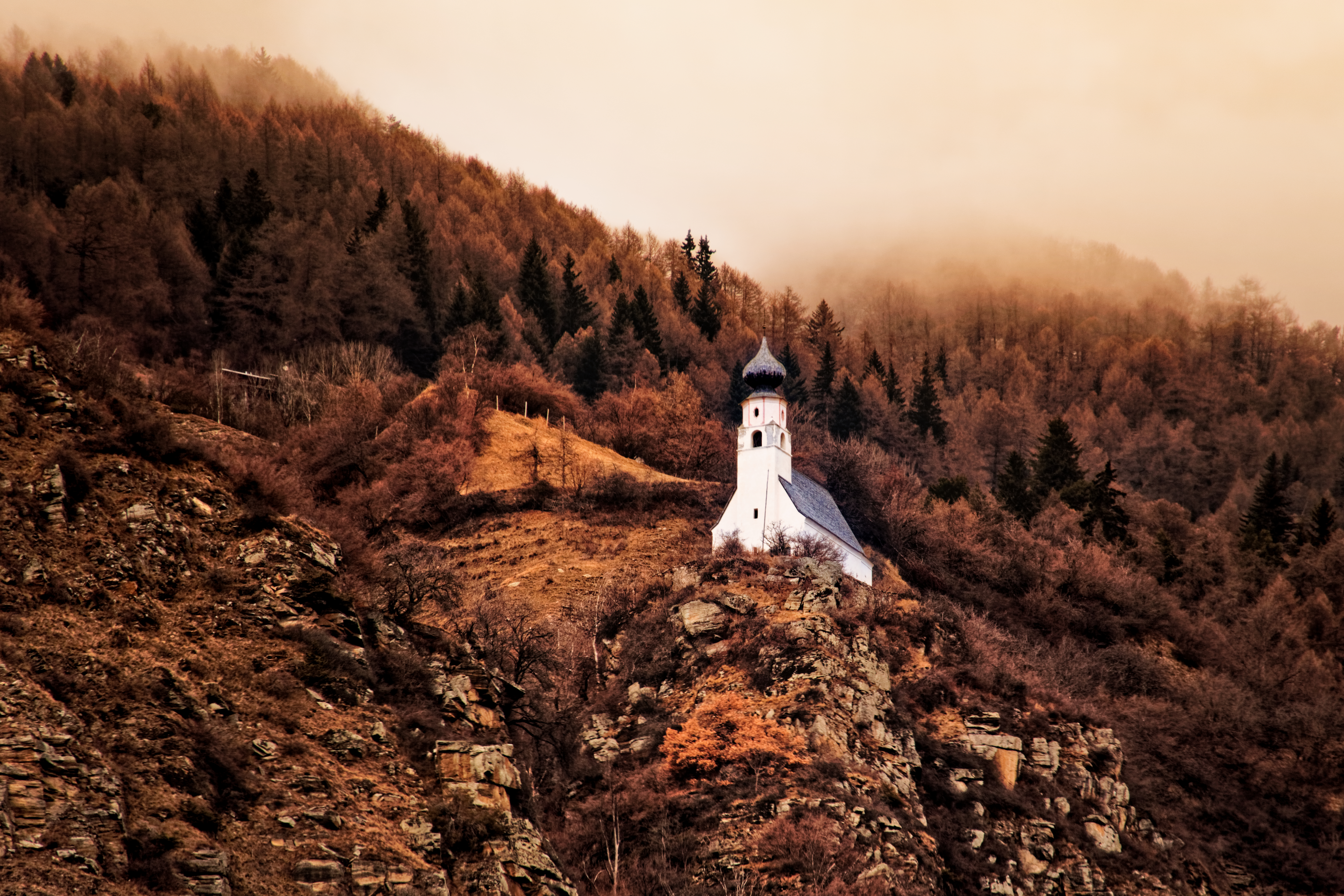
St. Peter Tanas, Vinschgau - Gemeinde Laas

## Geschichte

### Erste Kirche
Ein Priester für die Kirche St. Peter wird erstmals 1368 erwähnt. Von der Kirche selbst sind erste schriftliche Nachweise aus dem Jahr 1396 vorhanden. In diesem Jahr hatte der Vogt Ulrich von Matsch in einem Streitfall wegen Wasserrechte zwischen Tanas und Eyrs zur richten. Als Ort wird die Stelle angegeben „wo die St. Peters Kapelle steht“.

### Zweite Kirche
Für die Zeit um 1490 wird von einem Kirchenneubau berichtet. Um diesen voranzutreiben, hatte Papst Alexander VI. einen Ablass verliehen, und des Weiteren die Erlaubnis zur Aufbewahrung des Allerheiligsten und zur Einrichtung eines Friedhofs erteilt.
Im Jahr 1510 wurde von 12 Kardinälen ein Ablass zur Ausstattung und zur Instandhaltung der Kirche verliehen. In den heute noch vorhandenen Resten dieses Baus findet sich die Jahreszahl 1513 im Hauptportal eingeschlagen, womit das Fertigstellungsdatum gemeint sein dürfte.
Der eingesetzte Priester wird als Benefiziat vermerkt. Die Errichtung einer Expositur wird erstmals 1729 erwähnt.
Zur Erhaltung des Ewigen Lichts musste jeder Hof als jährlichen Zins eine bestimmte March (1 March = 0,44 kg) Schmalz abliefern. Dieser galt als Zins von einer sogenannten Kirchenkuh. Das Visitationsprotokoll von 1638 berichtet von einem weißen Taufstein aus Laaser Marmor, der in der Mitte der Kirche aufgestellt war. (Inzwischen befindet er sich in der heutigen Kirche unter dem Aufgang zur Empore.) Das runde Becken ist abwechselnd von Lilien und Petrusschlüsseln verziert. Die Datierung ist unklar und schwankt zwischen dem 16. und 14. Jahrhundert. Da Tanas seit jeher die Taufrechte besaß ist letztere Datierung nicht völlig auszuschließen.
Diese Peterskirche war, laut der Tirol-Karte von Matthias Burglechner aus dem 17. Jahrhundert, auf der orographisch linken Seite des Veldenbachs (heute Tanaser Bach) gebaut worden. Im Laufe der Zeit änderte der Bach seinen Lauf und grub sich ein neues Bett zwischen Kirche und Dorf, sodass hier eine tiefe Schlucht entstand. Ständige Muren untergruben den Standort der Kirche, schließlich stürzten der Turm und der Friedhof in die Tiefe.
Wahrscheinlich wurde wegen der Beschwerlichkeit des Zugangs zu den werktäglichen Gottesdiensten Ende des 16. oder Anfang des 17. Jahrhunderts die St.-Anna-Kapelle in Tanas gebaut.

### Dritte Kirche
Für den Neubau der Kirche wurde ein Platz gesucht, der durch Muren nicht mehr gefährdet werden konnte. Man wählte die jetzige Stelle, woraufhin es zum Streit zwischen Tanasern und den Bergbauern kam, da der Kirchweg für die Leute aus Tanas nunmehr bedeutend länger und beschwerlicher sein würde. Schließlich entschied Innsbruck als letzte Instanz:

„Die Kirche soll am tauglichsten Platze an der Bergseite erbaut werden.“

1769 war die Kirche fertiggestellt. Die Weihe erfolgte jedoch erst 1782 durch Dyonis von Rost, Bischof von Chur. Dieser ließ sich den beschwerlichen Weg in einem Tragsessel hinauftragen und beanspruchte dazu noch 180 Gulden an Honorar und Reisegeld.

## Heutiges Bauwerk

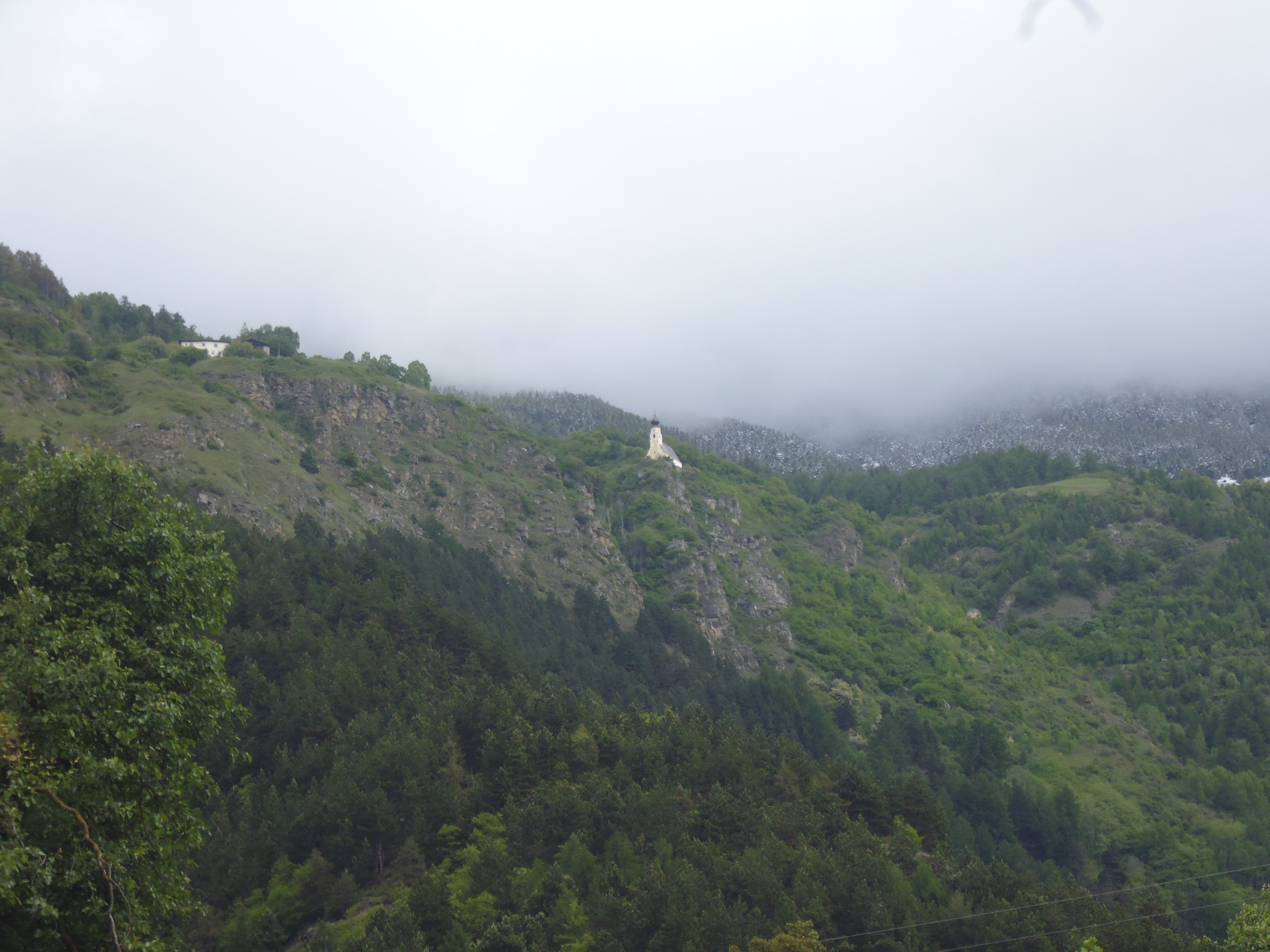
St. Peter, Ansicht von Eyrs (links der Galministeinhof, rechts Häuser von Tanas)

Der Bau zeigt sich im Stil des Spätbarocks. Der Grundriss wurde der spätgotischen Vorgängerkirche nachempfunden. Das Langhaus ist rechteckig mit einem angeschlossenen, leicht abgesetzten fünfseitigen Chor. An der Westseite ist ein Turm mit einer hölzernen Zwiebelhaube vorgesetzt. Das dreijöchige Stichkappengewölbe des Kirchenschiffes ist auf flache Wandpilaster aufgelegt.

## Ausstattung
Das meiste der sakralen Einrichtung stammt aus der Vorgängerkirche, die demnach ziemlich umfangreich ausgestattet gewesen sein muss. Bei dem Hochaltar handelt es sich um einen sogenannten Ziborium-Altar. Der Altartisch mit dem Tabernakel liegt nicht direkt an der Wand an, ist aber durch das Säulengebälk mit der Wand verbunden.
Das Altarblatt ist 1769 von Florian Greiner gemalt worden und stellt den Abschied von Petrus dar, er und Paulus umarmen sich. Man findet auch die Zeichen ihres Martyriums, Kreuz und Schwert. Am Wandaufbau des Hochaltars finden sich die Initialen des Fassmalers „M.M.“ und die Jahreszahl 1782. Wechselbilder für die Advents- und Fastenzeit stellen ein Kruzifix und ein Verkündigungsbild dar und sind 1786 von Josef Dengg aus Schluderns gemalt worden.
Ebenfalls aus der Vorgängerkirche stammen die beiden Seitenaltäre, die zwischen 1645 und 1666 angeschafft wurden. Der Aufbau mit den rebenumwundenen Säulen orientiert sich am Stil der Zeit um 1600. Als Seltenheit kann jedoch der Doppeladler angesehen werden, der halbiert an den Altarseiten angefügt ist. Der rechte Seitenaltar, der auch der ältere ist, trägt die erhalten gebliebene Stifterinschrift:

„Anno 1667 hat der frumb Sylvester Telzer und Agata Dreggerin seine Hausfrau disen altar malen und auf sein Unkosten fassen lassen“

Er stammt jedoch bereits aus dem Jahre 1645, wie die Jahreszahl am Gebälk ausweist. Das Altarblatt mit den Pestpatronen St. Rochus und St. Sebastian wurden 1926 von Martin Adam aus Mals erneuert, dabei wurde jedoch die Originalität gewahrt.
Als wahrscheinliche Stiftung einer Privatperson entstand 1666 der Immaculata-Altar. Bei der Neubemalung des Altarblattes im Jahre 1888 durch Theres Stringl wurde der Stiftername allerdings übermalt.
Alle Skulpturen hat man bereits vor längerer Zeit entfernt und eingelagert. Die vier großen, farbig gefassten Statuen des Hauptaltars stellten den Bischof Luzius von Chur, Remigius von Reims (als Schutzpatron von Eyrs) sowie die beiden Soldatenheiligen Florian und Moritz dar.
Weitere Skulpturen und sakrale Gegenstände waren:
- Am Altar der Unbefleckten Empfängnis der Churer Diözesanpatron Luzius, beidseitig flankiert von den Eltern der Maria, Joachim und Anna
- Am Pestaltar der Papst Sylvester als Viehpatron sowie St. Petrus und St. Paulus. Es sind Arbeiten des Bildhauers Greiner aus dem 18. Jahrhundert.
- Ein auf 1711 datiertes Vesperbild, welches ebenfalls aus der Vorgängerkirche stammt und welches über dem Beichtstuhl aufgestellt war.
- Eine Kreuzigungsgruppe von 1723 die bis auf den Johannes nicht mehr komplett ist. (Aus der Familie Greiner, Christian Greiner d. Ä. † 1720 und Christian Greiner d. J. † 1778)
- Überreste von hölzernen Altarskulpturen St. Luzius und St. Florinus aus den Jahren 1620 bis 1640
- Zwei große Skulpturen des Hl. Leonhard und der Hl. Ottilie. Im gegenwärtigen Zustand wurden sie irgendwann einmal "derb erneuert". Sie könnten von Christian Greiner d.Ä stammen und können auf die Zeit um 1700/1710 datiert werden.
- Ein Votivbild zu Ehren des Hl. Martin, gestiftet 1692 von Georg Telser auf Goldstein (Galministein?). Das Bild wurde 1750 von Florian Greiner renoviert. Auf der Tafel ist vermerkt:

„den h. Martin zu Ern hat der Ersambe Georg Telsser auf Goldstain und seine Ehewirtin Margreta Vileggerin dies Taffl auf geopfert Ano 1692. Ano 1750 hat der Ehrsambe Bartholome Telsser auf ober Tels dies Taffl Renevieren lassen.“

- Ein Ölbild mit dem Apostel Paulus und Szenen aus der Jakobslegende, gestiftet von Jakon Thäner mit der Inschrift:

„Gott vnd dem heilligen S. JACOBVS zu Ehrn hadt Jacob V(astl) Thäner v. Agatha Thregerin sein Ehewirdtin dies Taffls aufgeopfert ano 1699“

Am Altartisch der Kirche sind die Reliefs der Opfer Abrahams und Abels angebracht. Diese stammen vom Ende des 19. Jahrhunderts oder dem Beginn des 20. Jahrhunderts. Die Kreuzwegstationen sind kolorierte Augsburger Kupferstiche, datiert auf 1760/1770 und noch in ihren originalen Holzrahmen.
Die beiden Glocken stammen noch von der Vorgängerkirche. Die größere hat ein Gewicht von 200 Kilogramm und erklingt im Ton C/Cis. Sie wurde vom Meister Sternegger aus Nürnberg 1593 gegossen und trägt Reliefs des Hl. Petrus mit Schlüssel und einer Kreuzigungsgruppe, sowie die Inschrift:

„JESUS NAZARENUS REX JUDEORUM ANNO MDLXXXXiii durch das Feuer bin ich geflossen Christofferus Sterneggker hat mich gegossen“

Da bei der kleinen Glocke der Mantel gesprungen ist, kann sie nicht mehr benutzt werden. Sie trägt die Inschrift

„VERBUM DOMINUM MANET ETERNUM in unsserer...a...veu-er bin ich geflossen Christofferus Sterneggker hat mich gegossen Anno MDLXXXXiii“

Die Reliefs zeigen einen Bischof mit Stab und ein Heiligenmedaillon. In Südtirol gibt es keine weiteren Glocken der Familie Sternecker aus Nürnberg. Nach dem Ersten Weltkrieg wurden zwei weitere Glocken aufgehängt, sie wurden 1921 von Luigi Colbacchini in Trient gegossen.
Die kleine Orgel befindet sich auf einer eigenen, vergitterten kleinen Empore und trägt in der Windlade die Inschrift:

„Andreas Mauracher Orgelbauer aus Zillertal, gemacht im Jahr 1812“

## Friedhof
In der Nordwestecke des Friedhofs wurde eine Totenkapelle mit Altar errichtet, letzterer wurde jedoch nie geweiht. Der Friedhof wird noch genutzt und dient den Bewohnern der umliegenden Berghöfe, die hier eine Grabstelle besitzen, als letzte Ruhestätte.

## Restaurierung
Durch private Spenden, das Land Südtirol und die Stiftung Südtiroler Sparkasse wurde Geld aufgebracht, um die Orgel in den späten 1990er Jahren restaurieren zu lassen. Zur gleichen Zeit wurde die Kirche statisch saniert, es wurden Flachbandstahlschleudern über dem Bogengewölbe eingezogen, Risse im Mauerwerk verschlossen und die Mauern trockengelegt. Einige Jahre vorher war bereits das Dach mit Holzschindeln neu eingedeckt worden. Im September 2000 war dieser Abschnitt der Renovierungsarbeiten abgeschlossen. Eine Innen- und Außensanierung ist geplant.